# Shin’ya Fukumori
Shinya Fukumori (jap. 福盛 進也, Fukumori Shin’ya; * 5. Januar 1984 in Osaka, Präfektur Osaka) ist ein japanischer Jazzmusiker (Schlagzeug, Komposition)
Fukumori lernte zunächst Geige und Klavier (und beschäftigte sich mit der Gitarre seines Bruders), bevor er mit 15 Jahren ans Schlagzeug wechselte. Bis zum Alter von 17 Jahren wuchs er in Japan mit Showa-Pop ebenso wie mit westlicher Musik auf. Nach dem Umzug in die USA besuchte er das Brookhaven College und dann die University of Texas in Arlington. Er beendete sein Schlagzeugstudium am Berklee College of Music in Boston, wo er mit Auszeichnung abschloss. 2013 zog er nach Deutschland, wo er bei Carolyn Breuer (Shoot the Piano Player!) und bei Florian Brandl (Rejuvenation) sowie mit Barbara Jungfer, mit Lee Konitz, im Quartett von Matthias Lindermayr/Matthieu Bordenave (mit Florian Weber) und in den Trios von Tim Collins und Max Grosch spielte. Er war in Frankreich, Estland, Rumänien, Belgien, der Schweiz, Mexiko und den USA auf Tournee. Mit Monochrome war er 2016 auf Konzertreise in Japan. Sein eigenes Trio (mit Walter Lang und Matthieu Bordenave) hat sich im Oktober 2015 auf einer Tournee in Japan vorgestellt. Er ist auch auf Alben mit dem Beantown Swing Orchestra, mit Nilo und mit Goro Itos Land & Quiet zu hören.

## Diskographische Hinweise
- Matthieu Bordenave Grand Angle Terre de Sienne (Enja 2017, mit Peter O’Mara, Henning Sieverts)
- Shinya Fukumori Trio: For 2 Akis (ECM 2018, mit Matthieu Bordenave, Walter Lang)
- Shinya Fukumori: Another Story (nagalu 2020)[1]